# Amanita
Amanita (Christian Hendrik Persoon, 1794) este un mare gen de ciuperci cu global aproximativ 600 de specii și variații (în Europa mai mult de 100) a încrengăturii Basidiomycota, din ordinul Agaricales și în familia Amanitaceae. Unele sunt otrăvitoare, din care fac parte Amanita phalloides, Amanita virosa, Amanita verna sau Amanita muscaria, altele comestibile și gustoase, ca de exemplu Amanita crocea, Amanita rubescens, Amanita vaginata precum faimoasa Amanita caesarea (burete domnesc). Ciupercile care  coabitează, fiind un simbiont micoriza (formează micorize pe rădăcinile arborilor, apar în România, Basarabia și Bucovina de Nord din (mai) iunie până în octombrie în păduri de foioase și de conifere, preferat pe soluri calcaroase, unele și pe teren nisipos, prin pășuni, tufișuri, livezi precum în parcuri. Tipul de specie este Amanita muscaria. 
Originea numelui generic nu este univocă. Ea s-ar putea trage din cuvântul latin (latină amandere=a alunga, a ține pe cineva departe, a trimite), cauzat probabil periculozității multor specii sau, cum suspectează etimologul german Helmut Genaust, ar putea fi un nume derivat din termenul grec Amanos (Ἁμανός), astfel denumiți munții de coastă de pe Golful Iskenderun (Golful Alexandretta) în Cilicia (azi în Turcia).

## Istoric
În 1794, genul a fost descris pentru prima dată de către renumitul micolog Christian Hendrik Persoon în volumul 1 al jurnalului Neues Magazin für die Botanik și precizat în descriere tot de dânsul în cartea sa Tentamen dispositionis methodicae Fungorum din 1797. Au mai fost făcute multe încercări de redenumire care însă nu au fost folosite niciodată, fiind astfel neglijabile.

## Descriere

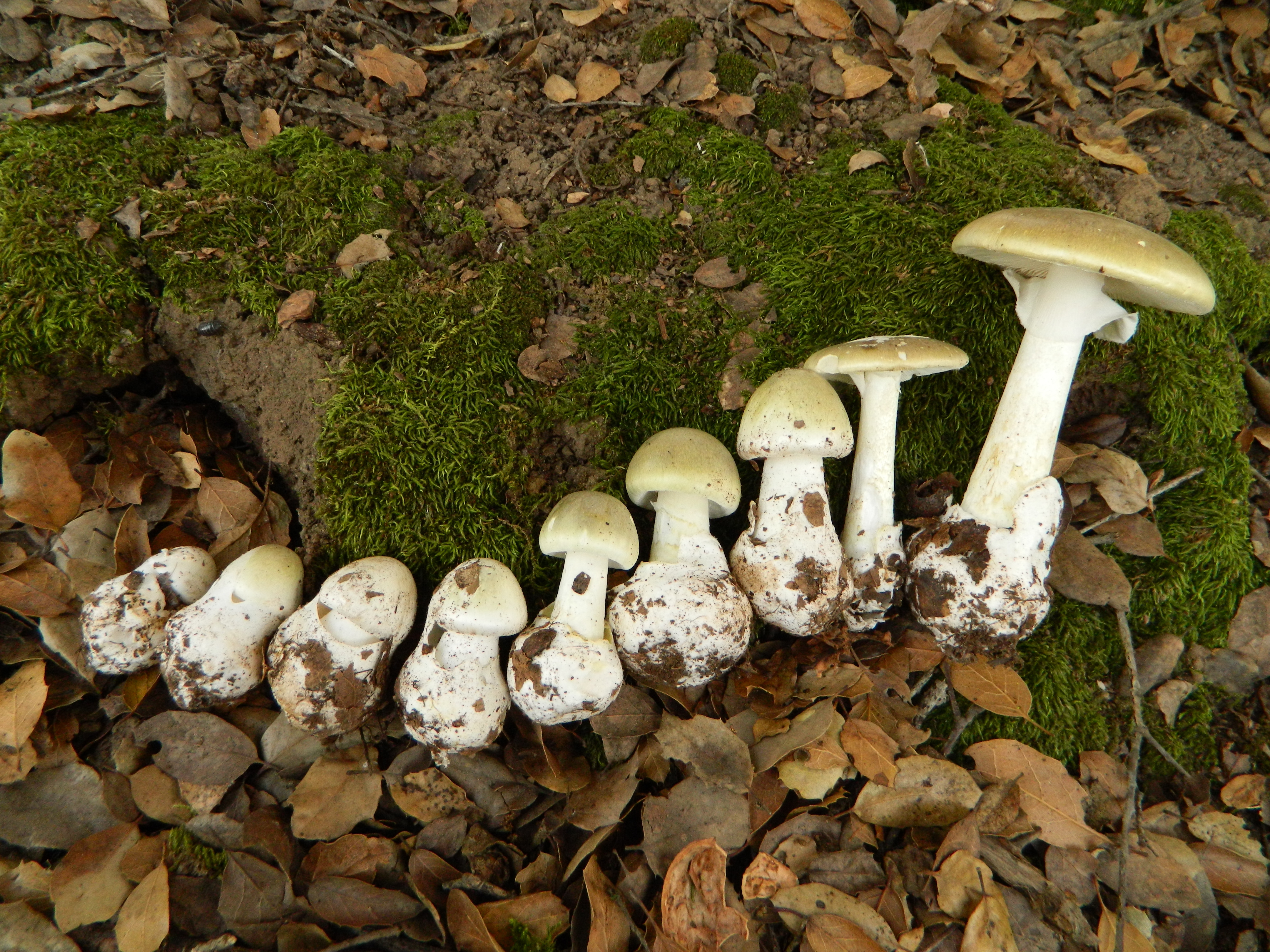
Evoluția unei A. phalloides

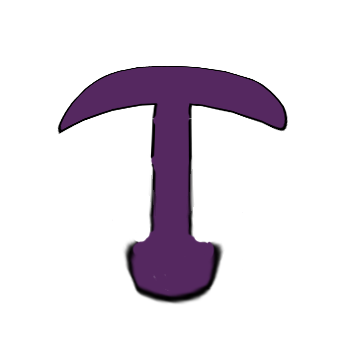

Ordinul Agaricales este de diversificare foarte veche (între 178 și 139 milioane de ani), începând din timpul perioadei geologice în Jurasic în diferență de exemplu cu genul Boletus (între 44 și 34 milioane de ani).
Aceste specii au cu toate un velum universale (văl universal), o membrană subțire care le învelește la începutul evoluției lor, extinzându-se de la vârful pălăriei la capătul inferior al piciorului precum unele în plus un velum partiale (văl parțial) care acoperă numai părțile purtătoare de spori, astfel încât se întinde de la de marginea pălăriei la capătul superior al tijei. Scurt timp mai târziu, membranele se rup, lăsând urme de fulgi pe pălărie, un guler în jurul tijei (sau nu la cele cu numai un văl universal) și o rămășiță în formă de săculeț la bază, numită volva (vagin).
- Pălăria: este în general, de mărime medie pentru ciuperci plin dezvoltate, cu un diametru de aproximativ 4-15 cm, fiind amenajate central peste picior. Culorile diferă de la alb, galben, verde roz până la maro. Marginea ei este niciodată ondulată și câteodată aceasta poate fi zimțată. Pălărie și picior sunt de obicei ușor separabile. Pălăriile Amanitelor poartă cu toate fulgi albi mai mult sau mai puțin pronunțați, rest al velum universale.
- Lamelele: sunt la cei mai mulți bureți acestui gen aglomerate, bulboase de culoare albă, schimbând adesea oară la bătrânețe spre gălbui la galben, verzui sau roz. Trama (micologie) lamelelor este bilaterală. Pulberea sporilor este albă, foarte rar verzuie.
- Sporii: sunt în mare parte elipsoidali până sferici, netezi, și hialini (translucizi). Mulțimea lor sunt amiloidozi (ce înseamnă colorabilitatea structurilor tisulare folosind reactivi de iod). Unul din cei mai cunoscuți bureți neamiloidozi, comestibil și bun la gust, este Amanita argentea.[10]
- Piciorul: este în mod general alb, rar galben sau maroniu, sfârșind într-un bulb învelit de un săculeț, rest al vălului universal. Înapoi rămâne la fructele mature o manșetă netedă sau dungată în jurul mijlocului tijei organismelor care lipsește la Amanitaceele dungate (din cauza zimțuirilor de pe marginea pălăriei) din grupul  Amanitopsis, ca de exemplu A. argentea, A. battarrae, A. crocea, A. submembranacea, A. umbrinolutea. Genul Lepiota are de asemenea un bulb, dar fără volva (de exemplu parasolul).
- Carnea: este și rămâne mereu albă sau slab rozalie, fiind fragedă și nefibroasă. Gustul nu est iute, acru sau amar ci plăcut, mirosul adesea oară de ciuperci sau neutral.[11][12][13][14]

## Secții în genul Amanita

Muscimol, structură chimică

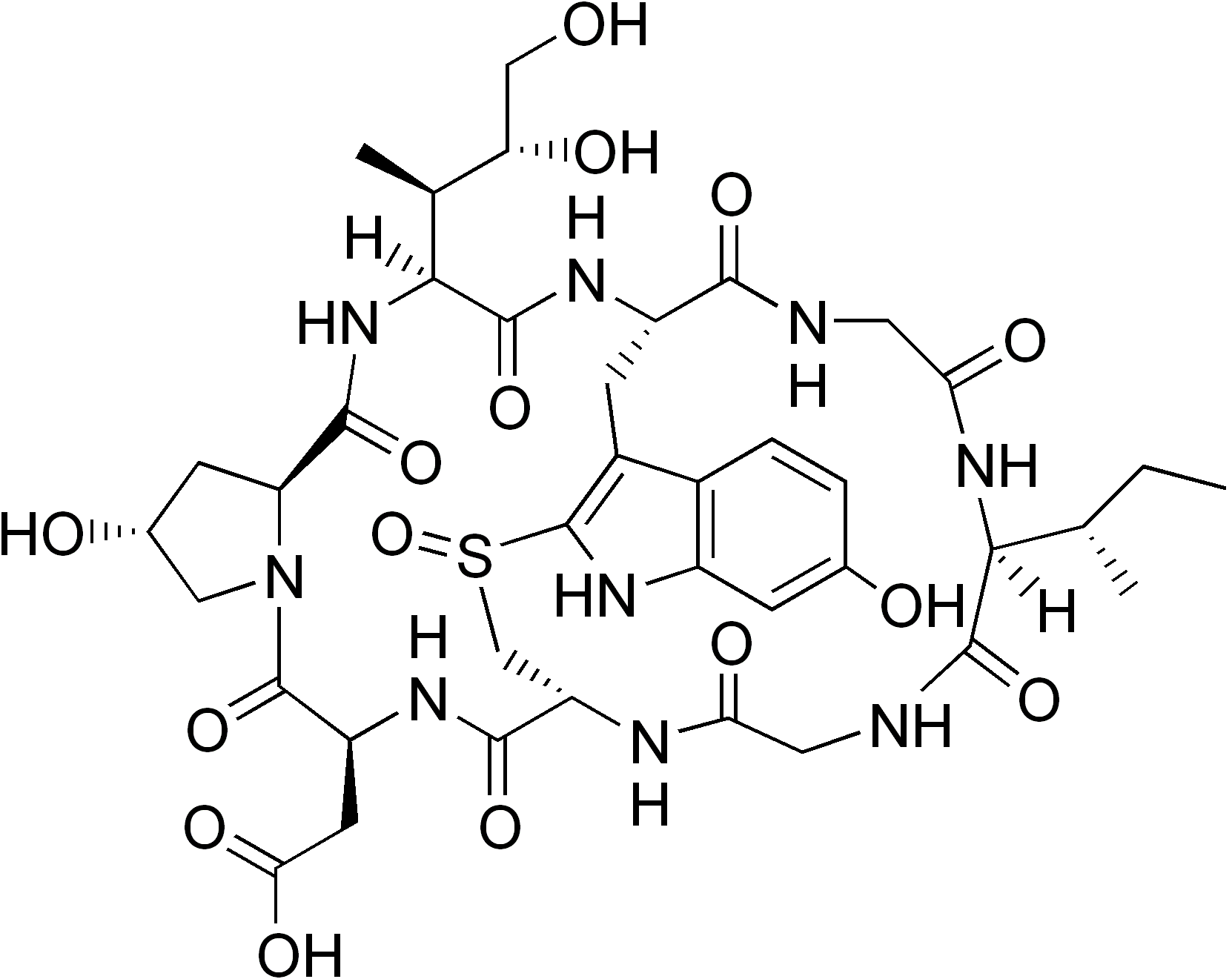
β-amanitină, structură chimică

Pentru acest gen sunt acceptate 7 secții (subgenuri):
- Amanita sect. Amanita: cu corpul fructifer dezvoltat excentric în sus, în primul stadiu cu aspect de buton, picior cu inel, cu bulb la bază, dar cu volvă foarte slabă, repede trecătoare (adesea chiar lipsește), toxinele cunoscute ale acestei secții includ muscimol și premuscinol (acid ibotenic), cauzând sindromul panterian, de exemplu Amanita pantherina;
- Amanita sect. Amidella: de formă ceva mai scundă, tânără la margine cu apendicule mai mult sau mai puțin flocoase, materiale pulverulente și franjuri izbitoare la margine, amintind ceva de o barbă (datorită resturilor vălului parțial) care dispar după ceva timp, cu inel, bulb și volvă, de exemplu Amanita ovoidea;
- Amanita sect. Caesareae: cu corpul fructifer dezvoltat centrat în sus, cu ambele văluri, cuticula cu solzi unici și trecători, piciorul cu inel bătător la ochi, cu o volvă bătătoare la ochi, dar fără bulb la bază, toate speciile ale acestei secții fiind comestibile, de exemplu Amanita caesarea;
- Amanita sect. Lepidella: tânără la margine cu apendicule mai mult sau mai puțin flocoase, materiale pulverulente și franjuri izbitoare la margine, cu inel, bulb, dar fără volvă (deși poate exista un tip de membrană subțire atașată la partea superioară a bulbului), fiind singura secțiune Amanita despre care se știe că include câteva (aproximativ 40) de specii care uneori sau întotdeauna trăiesc fără un partener simbiotic; mai multe specii conțin aminoacizi toxici care atacă ficatul și rinichii, de exemplu neotrăvitoarea Amanita vittadini;
- Amanita sect. Phalloideae: conține numai puține specii dar și cele mai letale, cu corpul fructifer dezvoltat centrat în sus, cu ambele văluri, cuticula cu solzi trecători și netedă la margine, picior cu inel, volvă persistentă și bulb, conținând anatoxine și faloidine, provocând între altele sindromul falodian, de exemplu Amanita phalloides;
- Amanita sect. Vaginatae: cu corpul  fructifer gingaș, dezvoltat centrat în sus și picior destul de lung, fără văl parțial și astfel fără inel în jurul tijei, cuticula cu solzi trecători precum deseori canelată la margine, cu volvă bătătoare la ochi, dar fără bulb la bază, fiind cu toții comestibili, de exemplu Amanita fulva sau Amanita vaginata;
- Amanita sect. Validae: cu corpul fructifer dezvoltat centrat în sus, cu ambele văluri, dar foarte friabile, cuticula cu mulți solzi trecători și netedă la margine, piciorul cu inel bătător la ochi, baza cu bulb și volvă trecătoare, carnea înroșind adesea slab la tăiere, toxinele conținute fiind hemolitice (provoacă distrugerea celulelor roșii din sânge, ceea ce duce la un stres gastro-intestinal), dar distruse prin gătire, de exemplu Amanita rubescens;

## Toxicitate
Amanitele cele mai otrăvitoare mențin cel puțin zece toxine diferite. Cea mai cunoscută dintre ele este muscarina care este non-letală. Mult mai periculoase, fiindcă cu efect mortal sunt celelalte, ca de exemplu falloidinele (între ele faloidina, falacidina și falisina), amanitinele α, β, γ, δ, ε precum aminopectidele, deținute de sorți tare otrăvitoare, mai departe virotaxinele care sunt compuse din șapte aminoacizi, peptide ciclice, toxice ce apar în A. phalloides, A.verna și A. virosa. În acțiunea lor, ele aseamănă faloidinei. Astfel conțin cele trei amanatide numite mai sus în  material proaspăt aproximativ 20 până la 60 de miligrame falotoxine la 100 de grame masă fungidă. Din păcate aproape toate ciupercile acestui gen sunt de gust delicios sau cel puțin nu neplăcut. Astfel o probă n-ar avea rost, în plus ar fi extrem de periculoasă. Important mai este de menționat că nici o amanită poate fi consumată crudă.

## Diferențiere (selecție)
Dupa cum se poate vedea, majoritatea ciupercilor de genul Amanita sunt comestibile. Dar riscul de confuzie este mare. Din aceasta cauză Amanita citrina, Amanita eliae și Amanita excelsa au fost puse în rubrica ciupercilor necomestibile. Doar experți ar trebui să colecteze acești bureți.
| - Amanita otrăvitoare mortal - Amanita phalloides - Amanita verna - Amanita virosa - Amanita otrăvitoare - Amanita muscaria - Amanita pantherina - Amanita regalis - Amanita gemmata | - Amanita necomestibilă - Amanita citrina (prea periculos) - Amanita eliae (prea periculos) - Amanita excelsa - Amanita junquillea (prea periculos) - Amanita porphyria - Amanita de valoare necunoscută - Amanita aspera - Amanita codinae - Amanita lepiotoides - Amanita schreiri - Amanita valens - Amanita valida - Amanita vittadini - Squamanita cettiana | - Amanita comestibilă - Amanita argentea - Amanita battarae sin. umbrinolutea - Amanita beckeri - Amanita boudieri - Amanita caesarea - Amanita crocea - Amanita echinocephala - Amanita fulva - Amanita lepiotoides - Amanita gilberti - Amanita lepiotoides - Amanita ovoidea - Amanita rubescens - Amanita spissa - Amanita strobiliformis - Amanita vaginata - Amanitopsis subalpina |  |

## Galerie de imagini

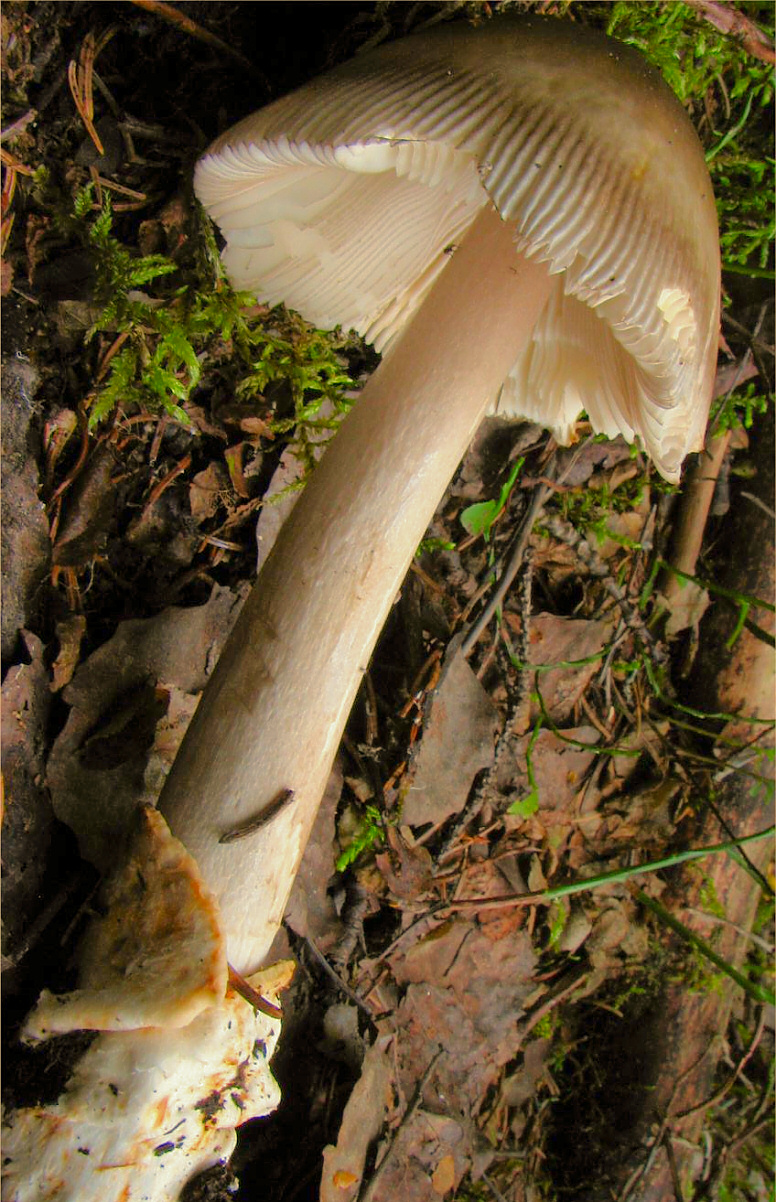
A. battarrae
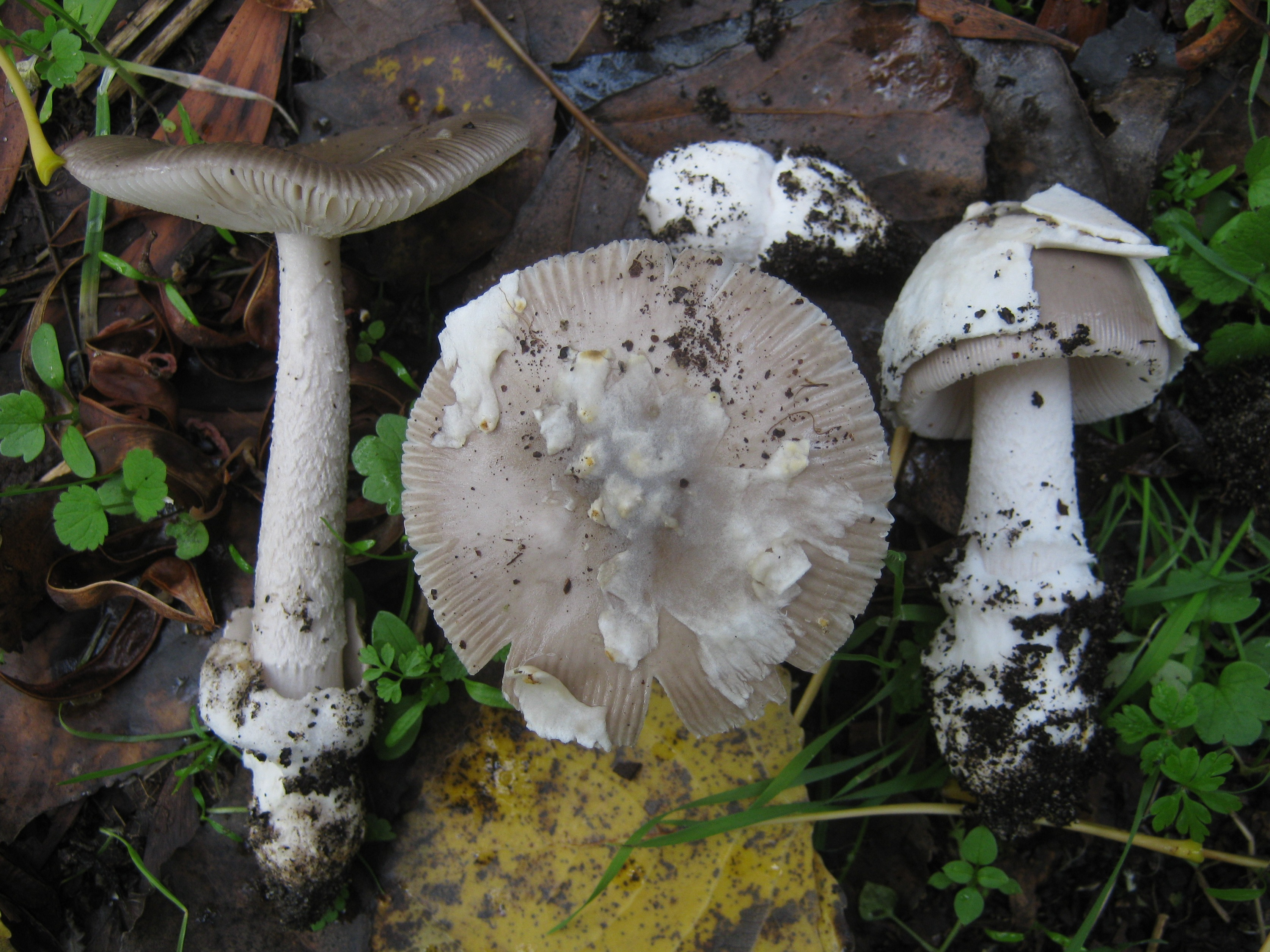
A. beckeri
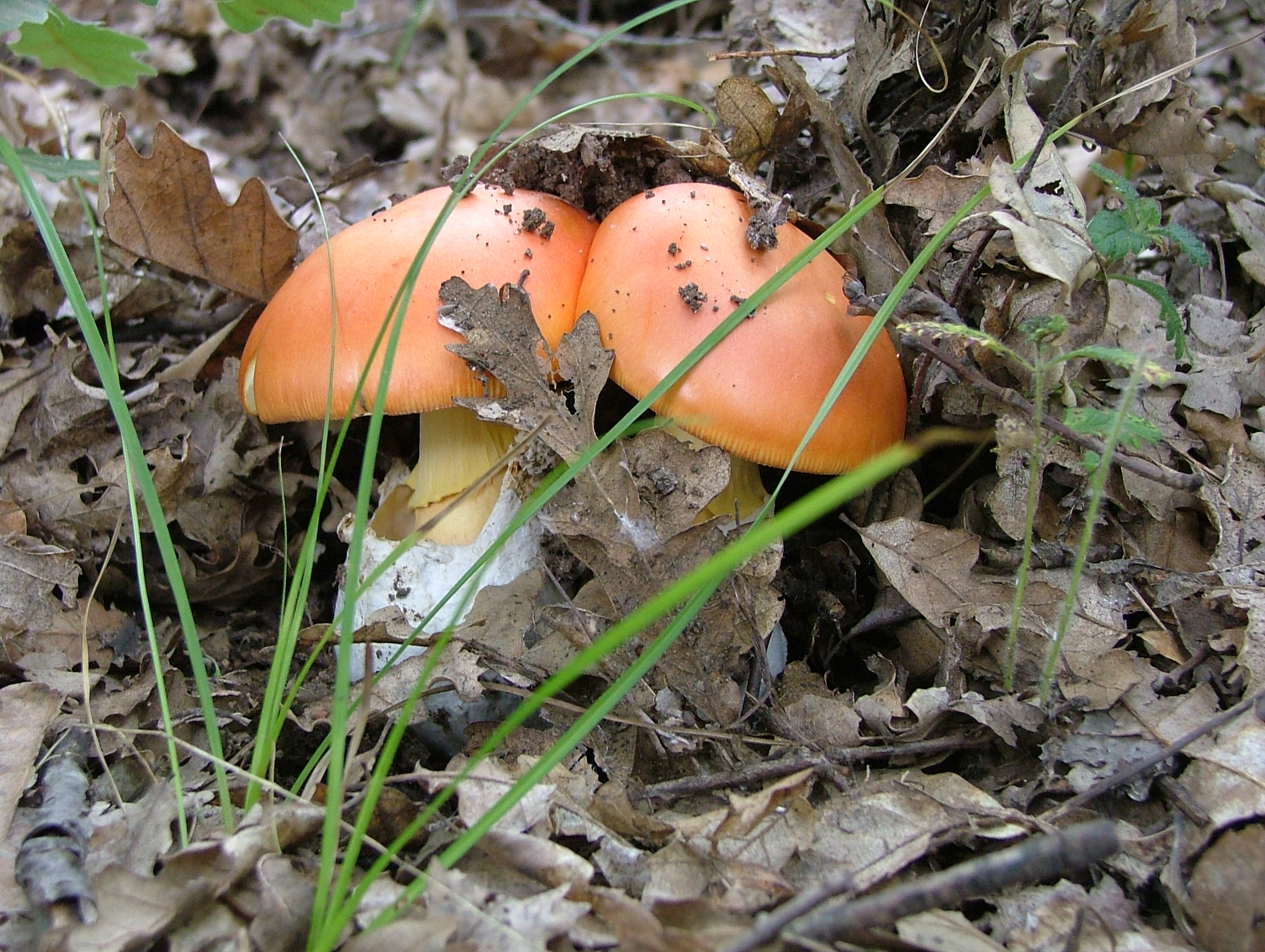
A. caesarea
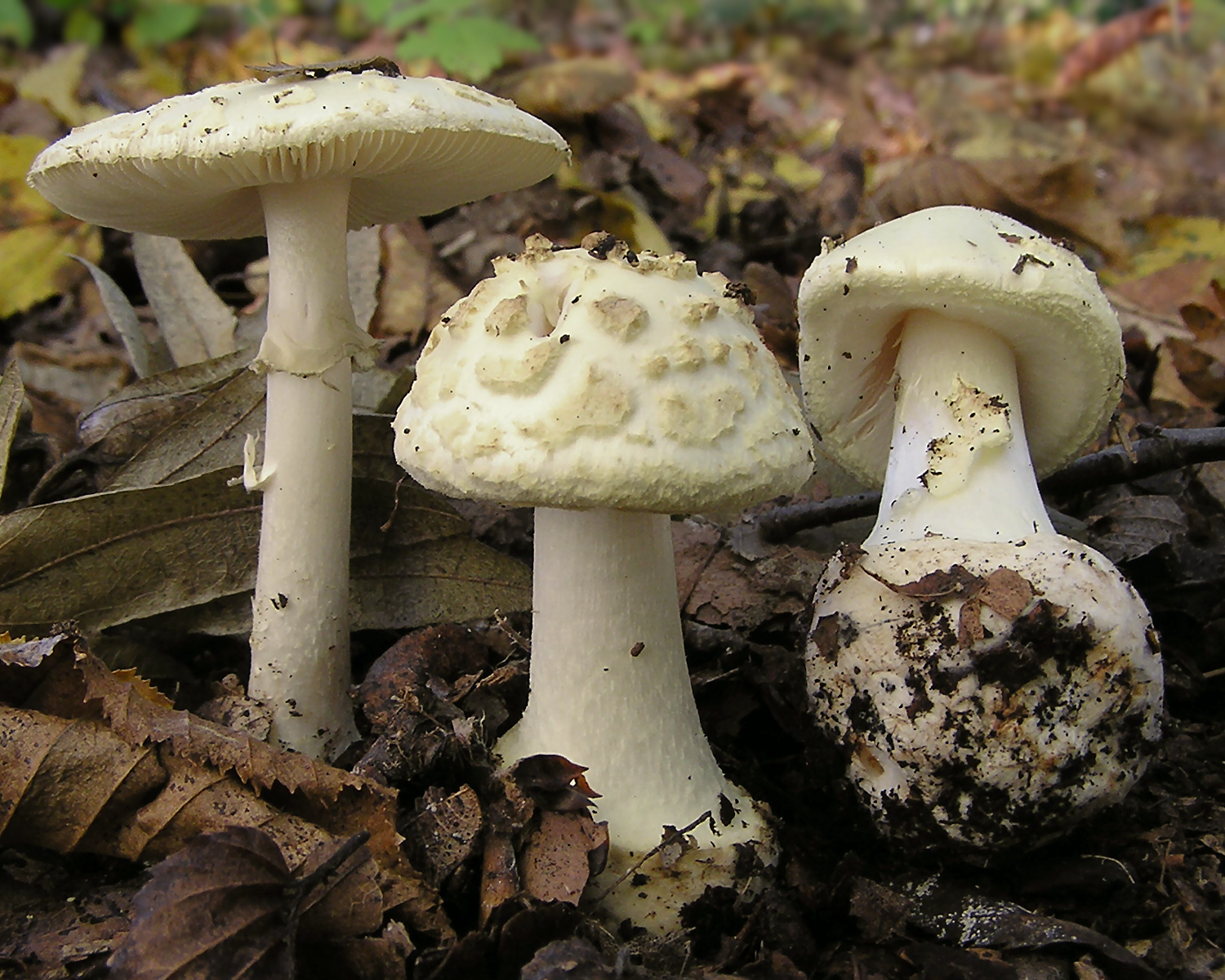
A. citrina
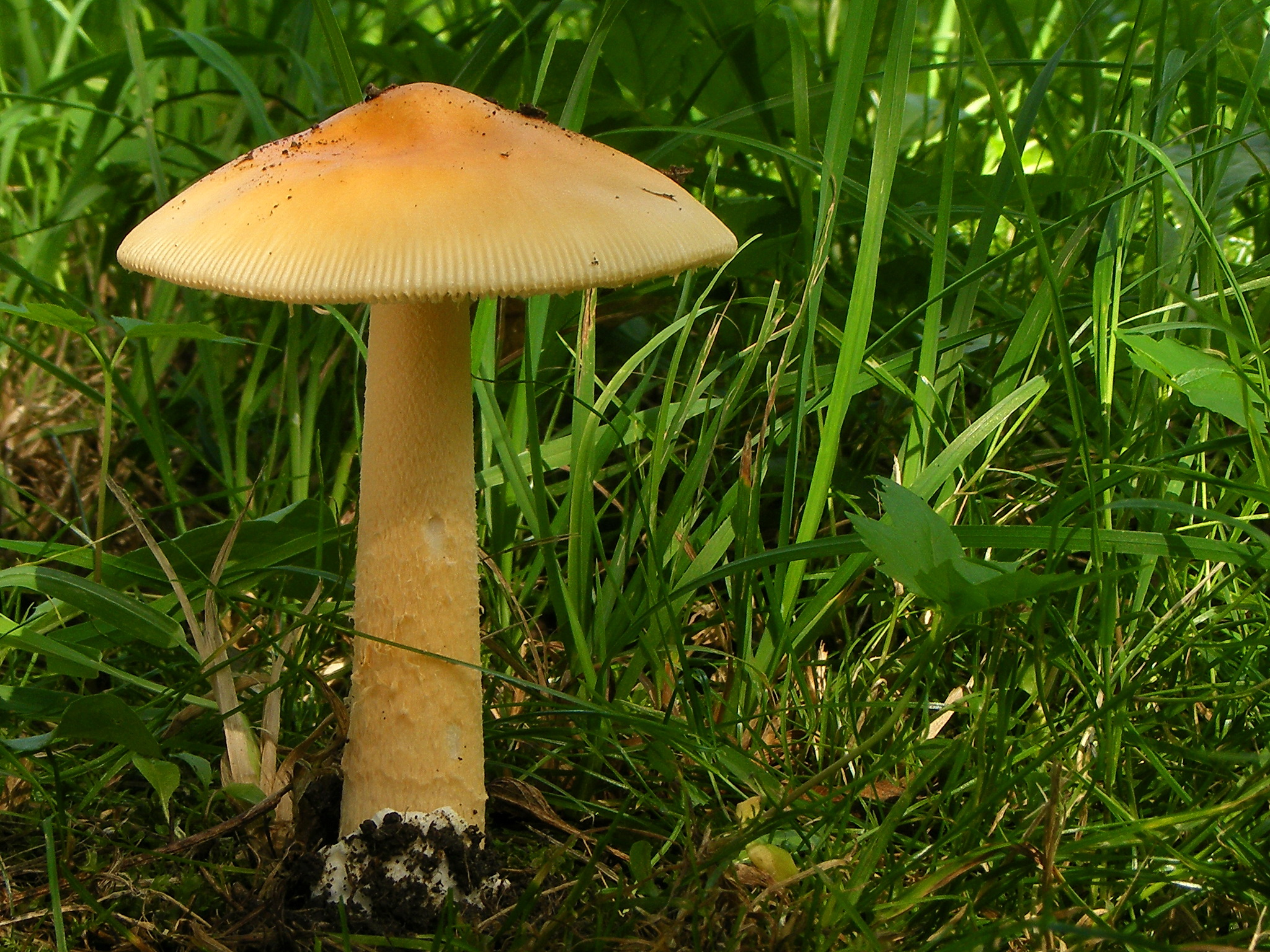
A. crocea
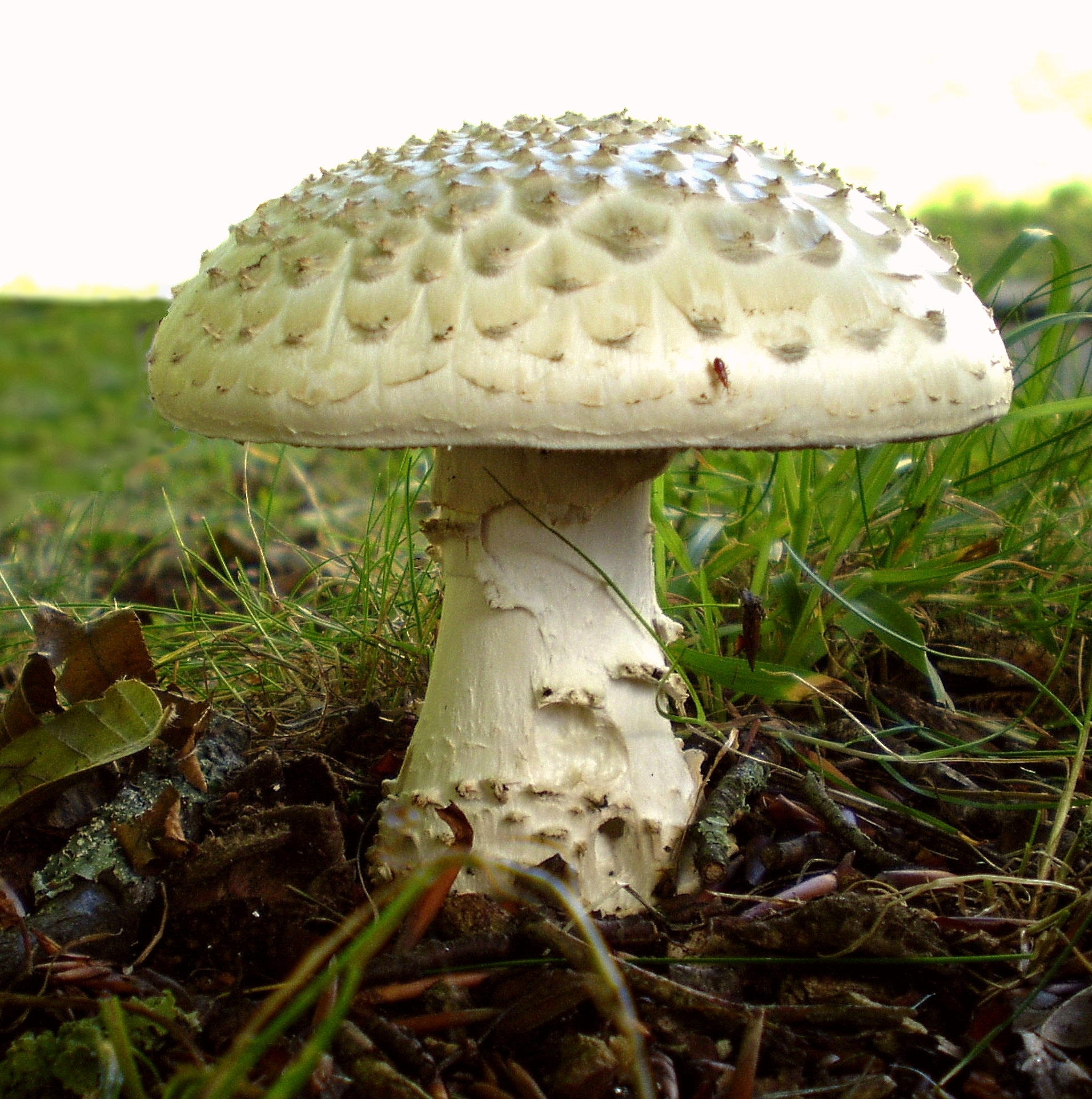
A.echinocephala
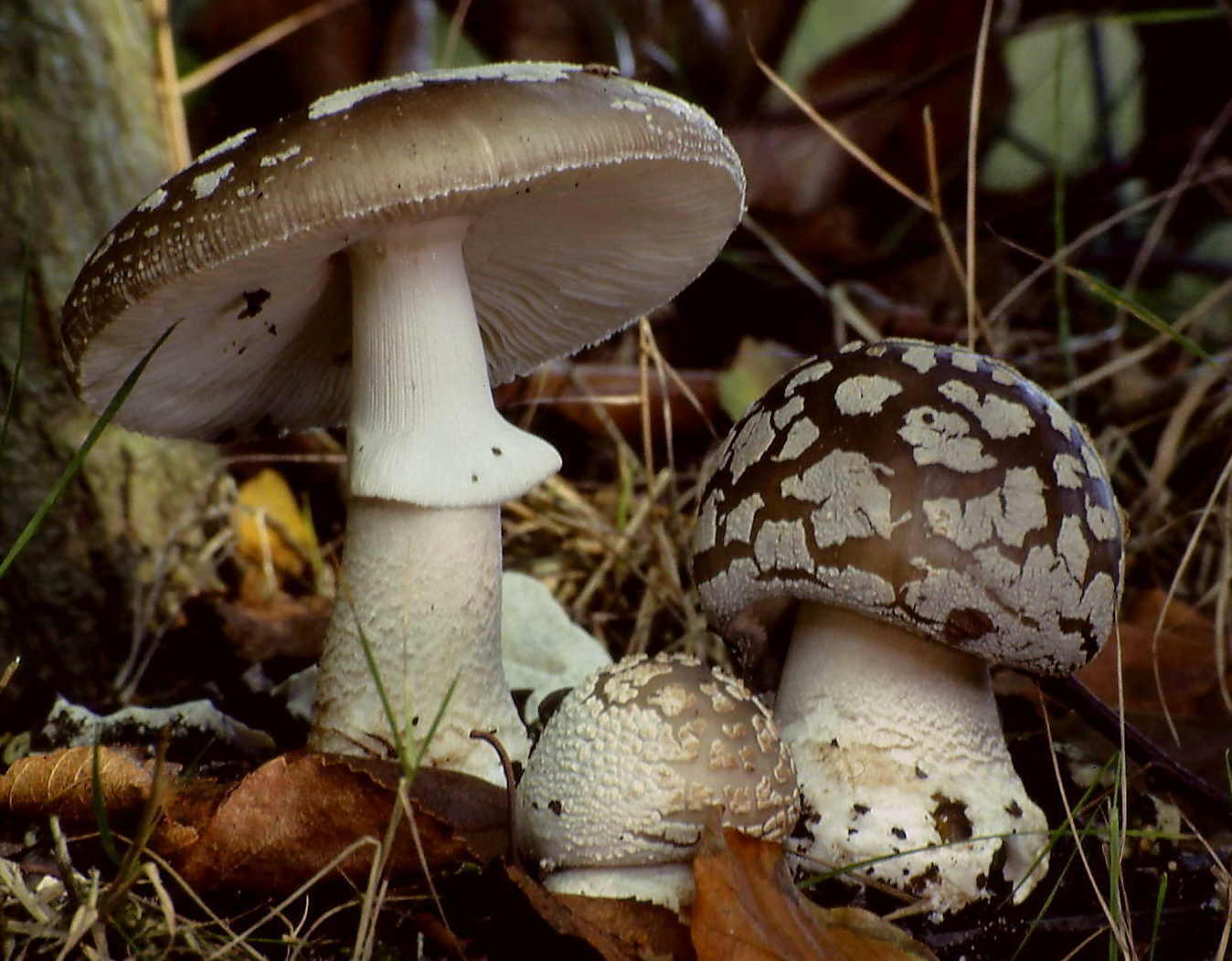
A. excelsa
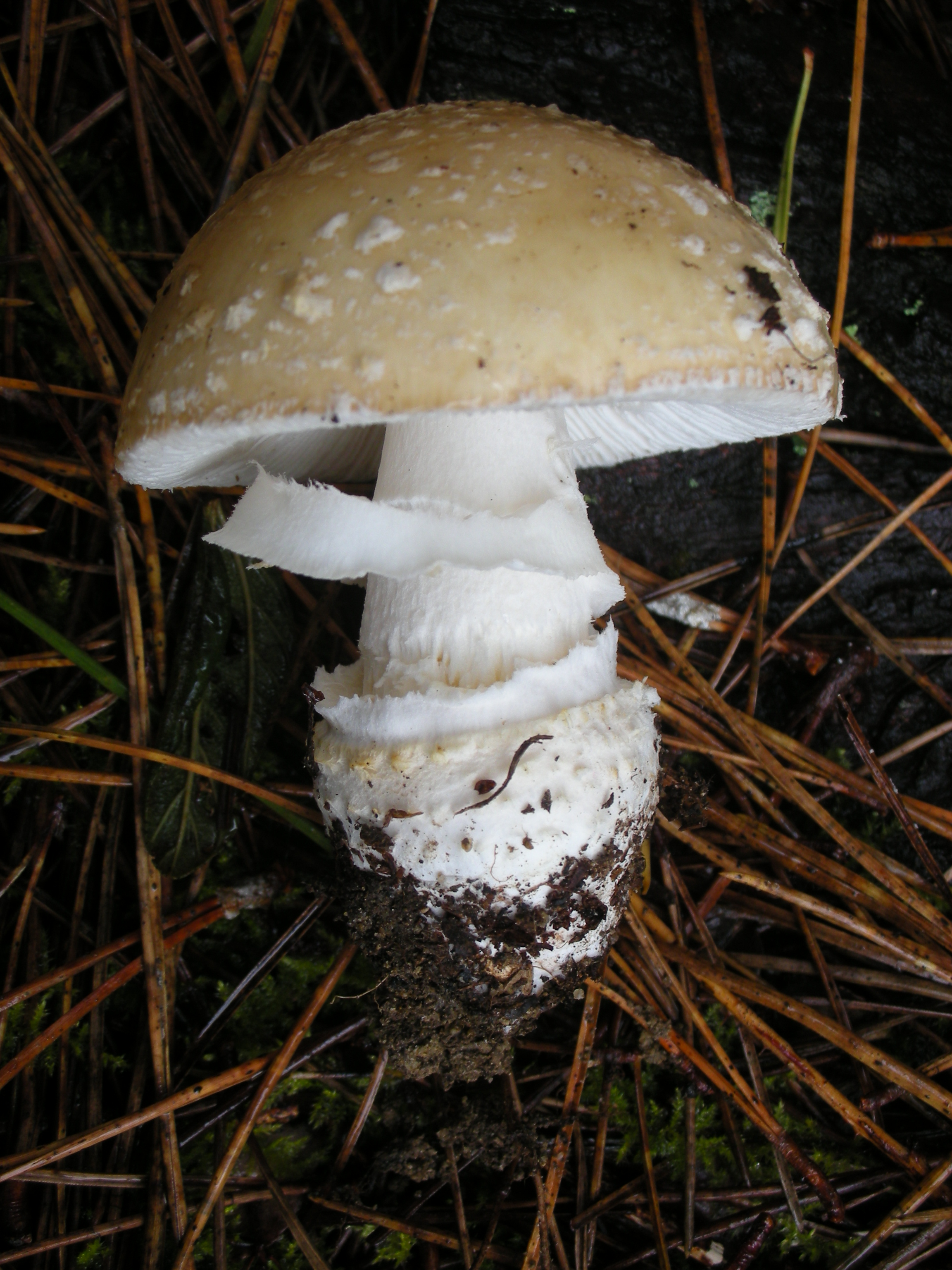
A. gemmata
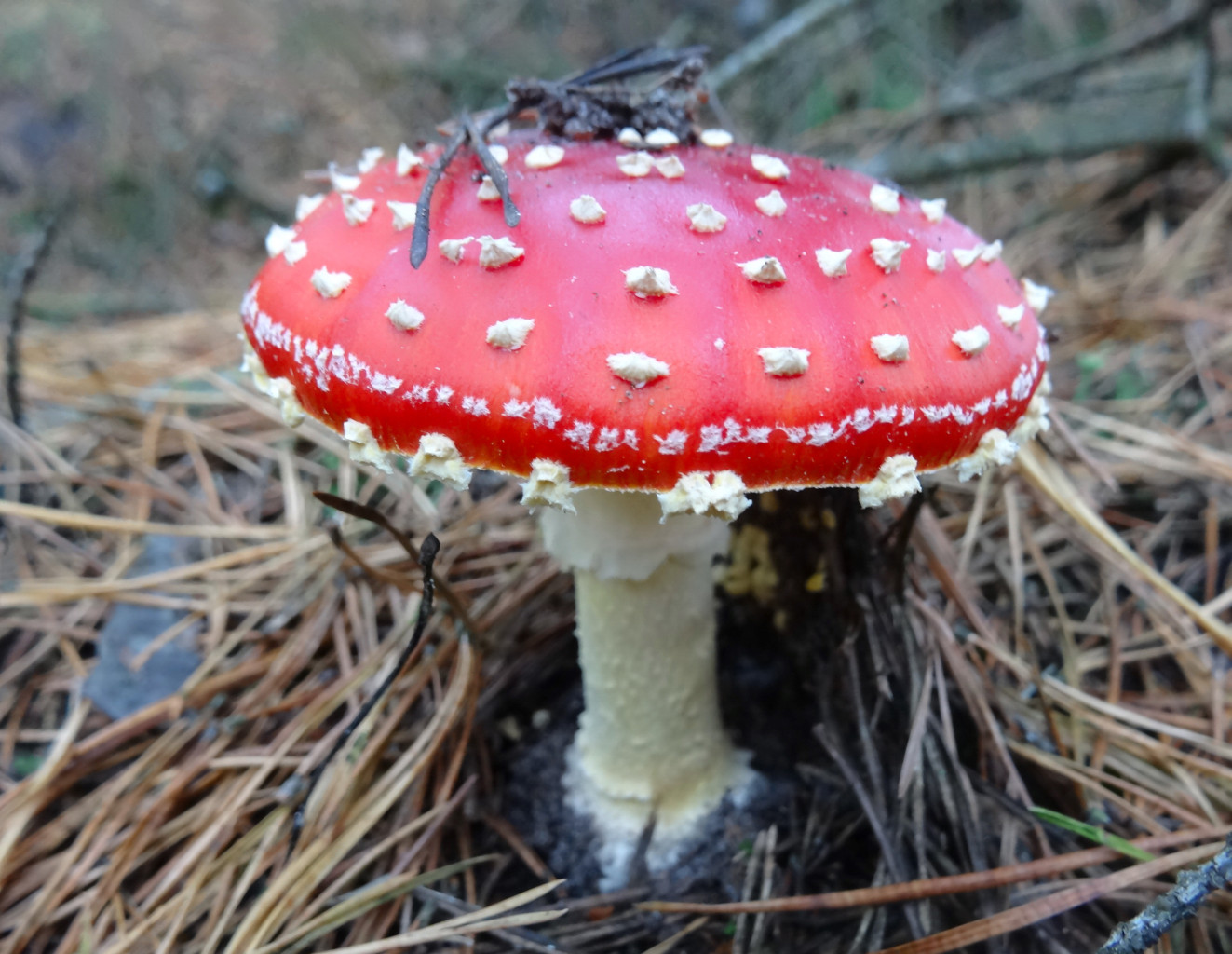
A. muscaria
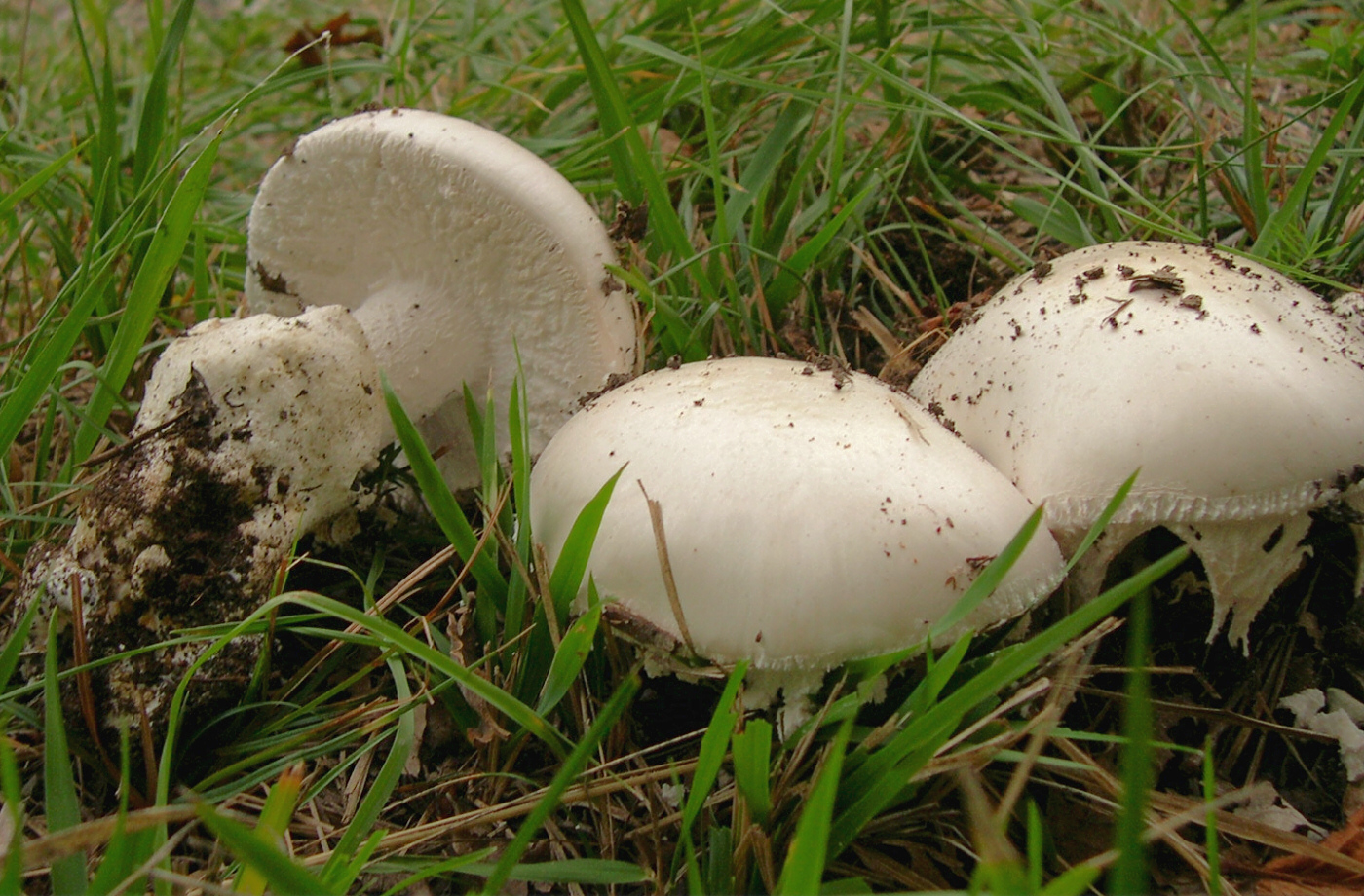
A. ovoidea
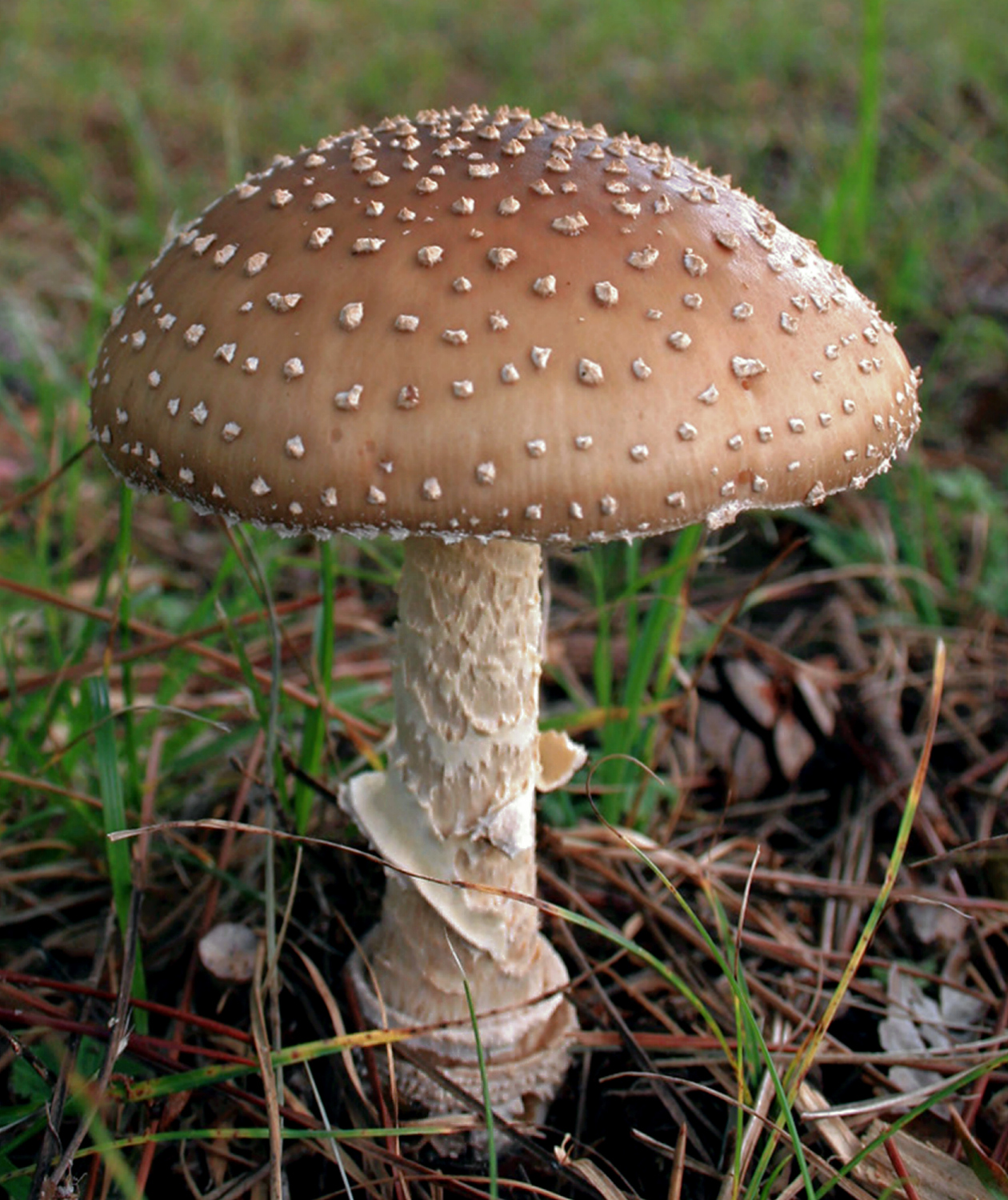
A. pantherina
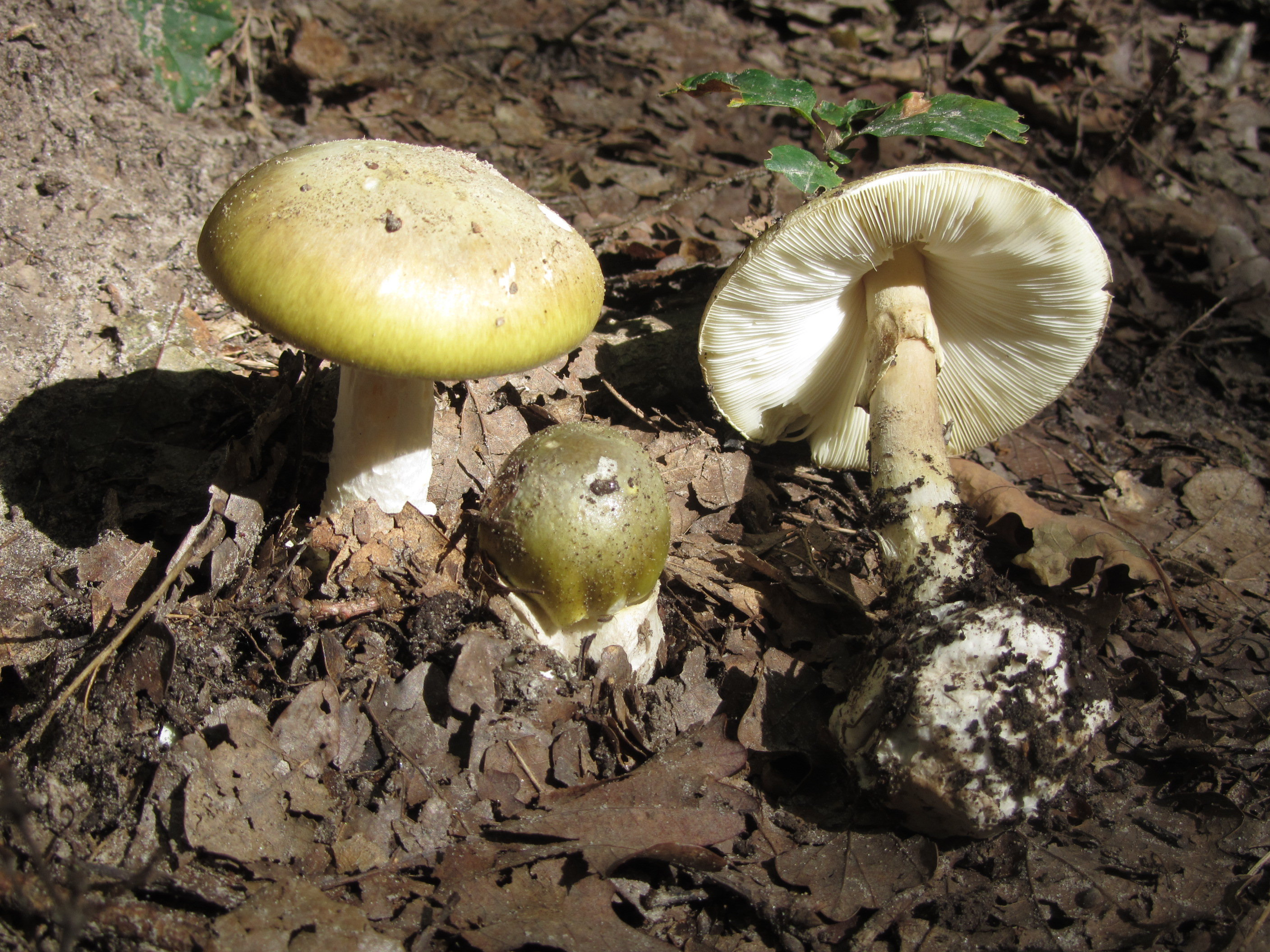
A. phalloides
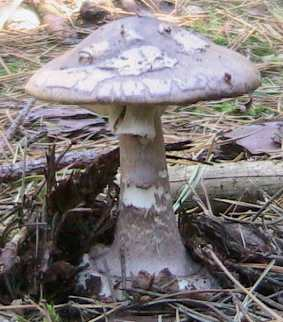
A. porphyria
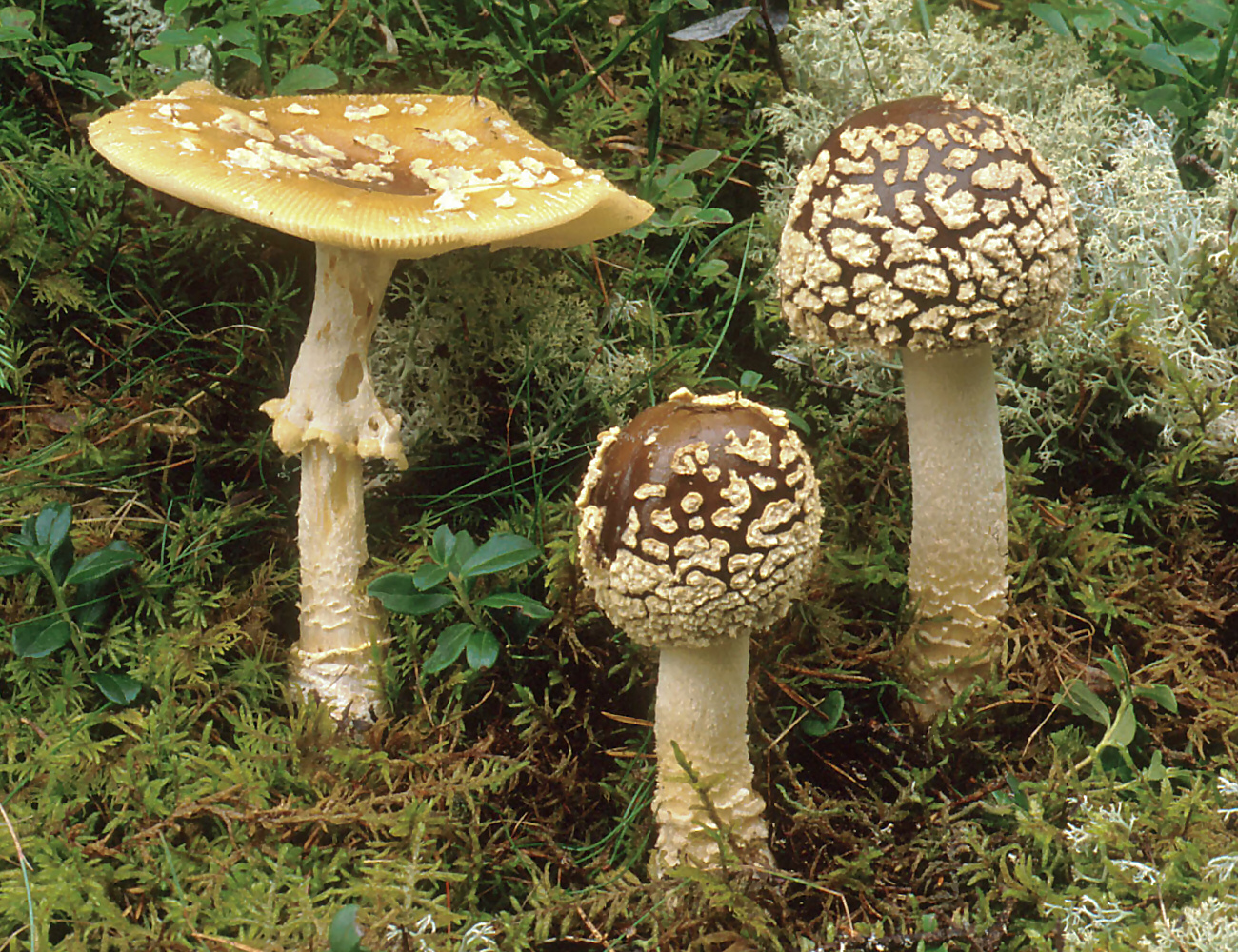
A. regalis
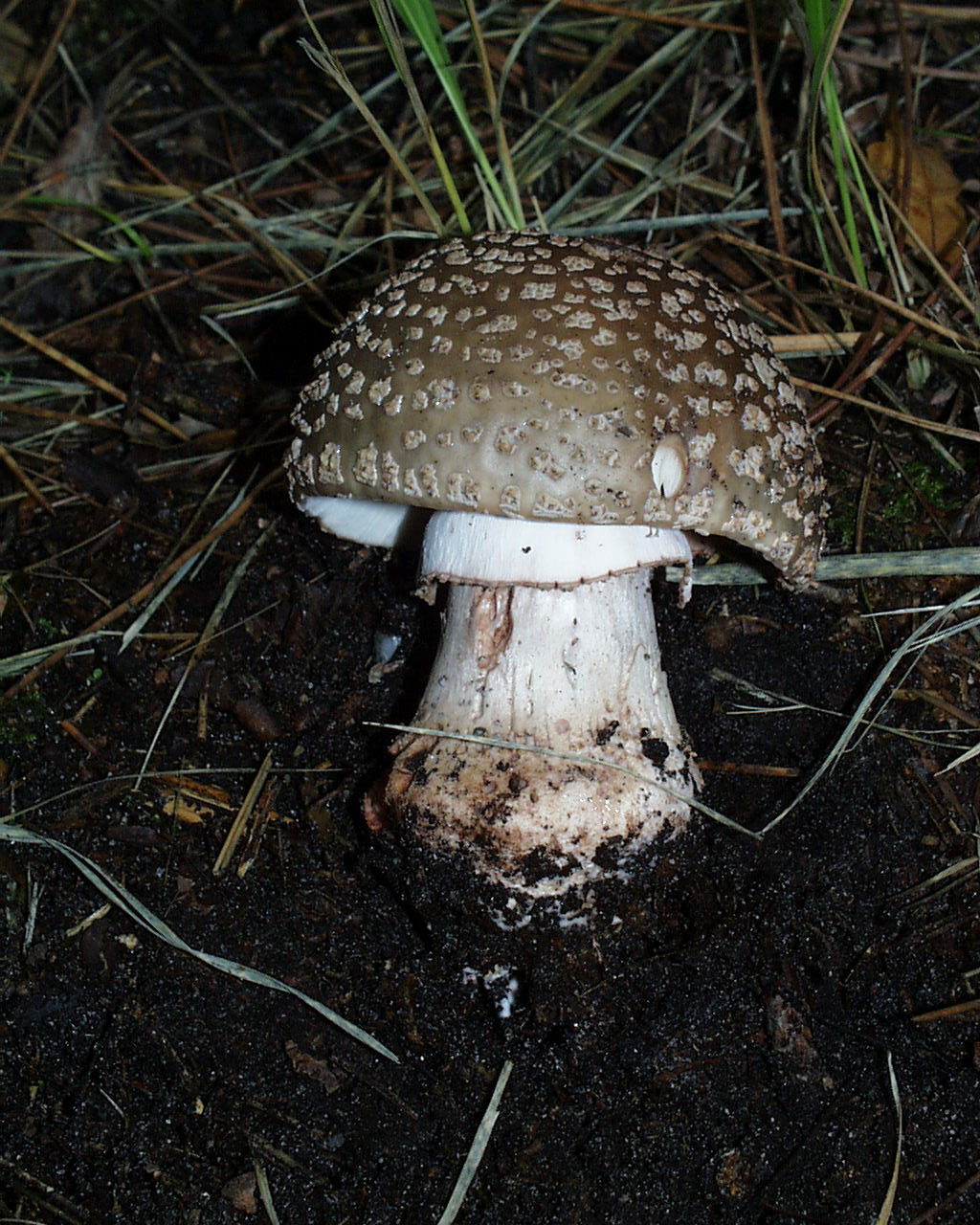
A. rubescens
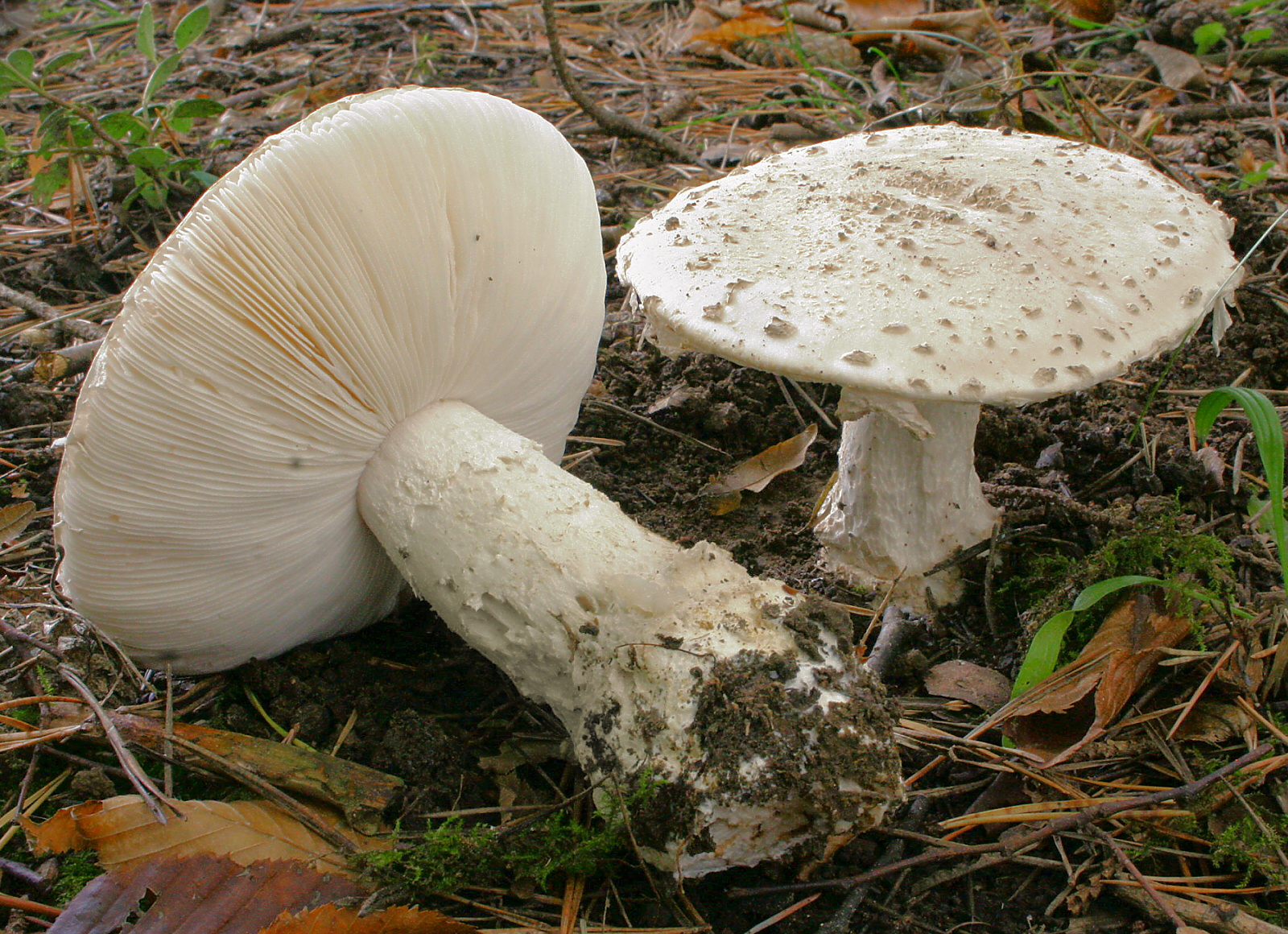
A. strobiliformis
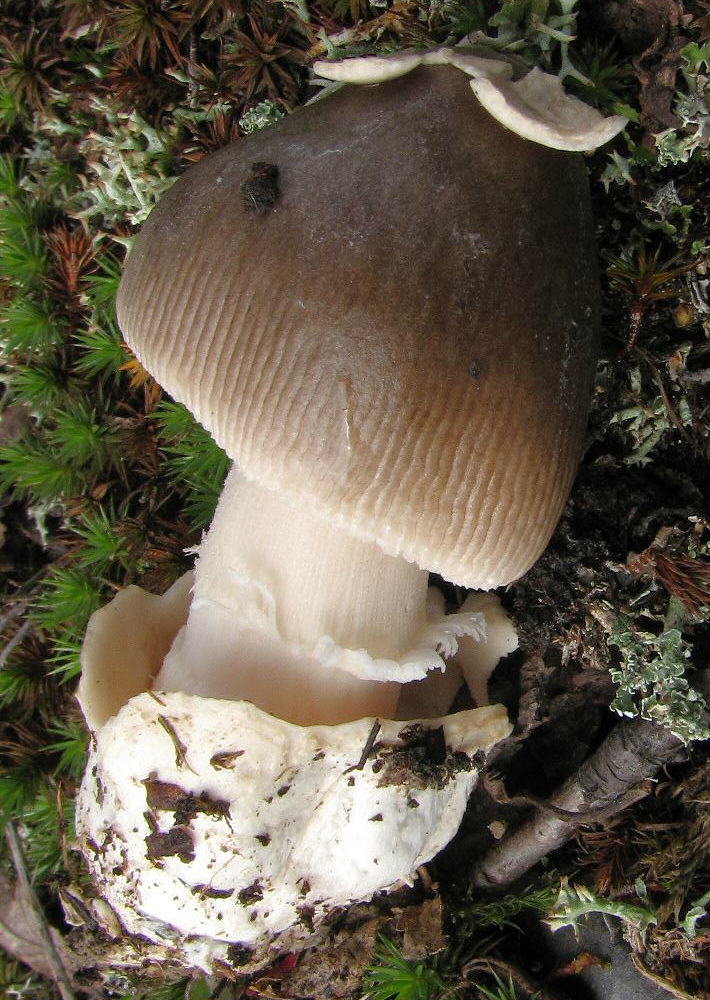
A. submembranacea
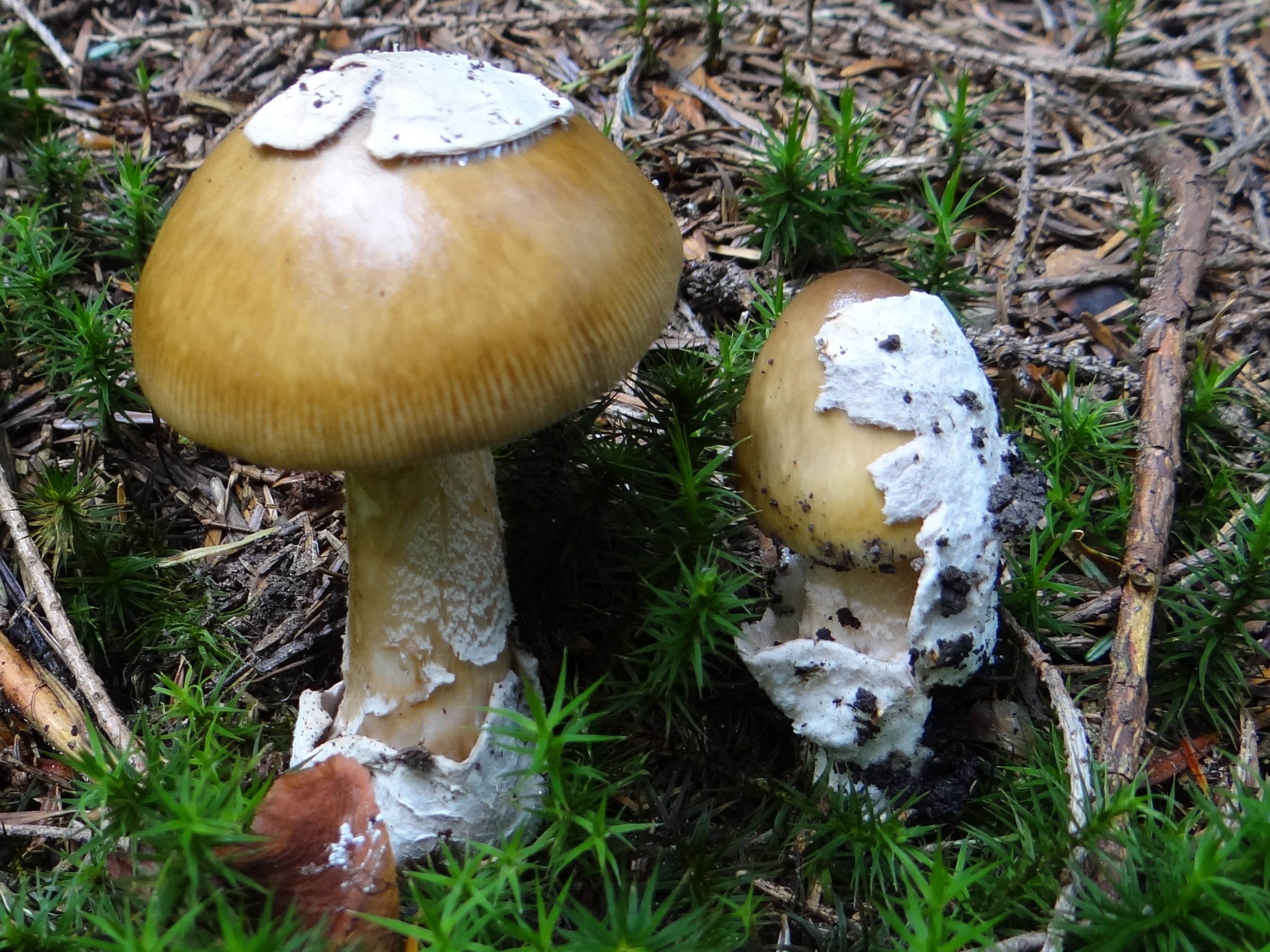
A. vaginata
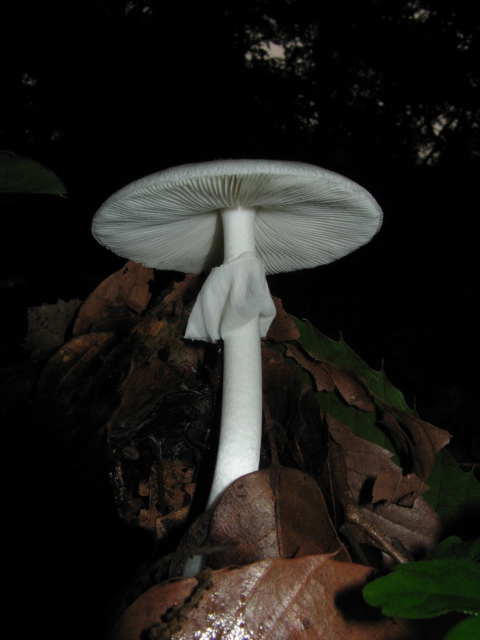
A. verna
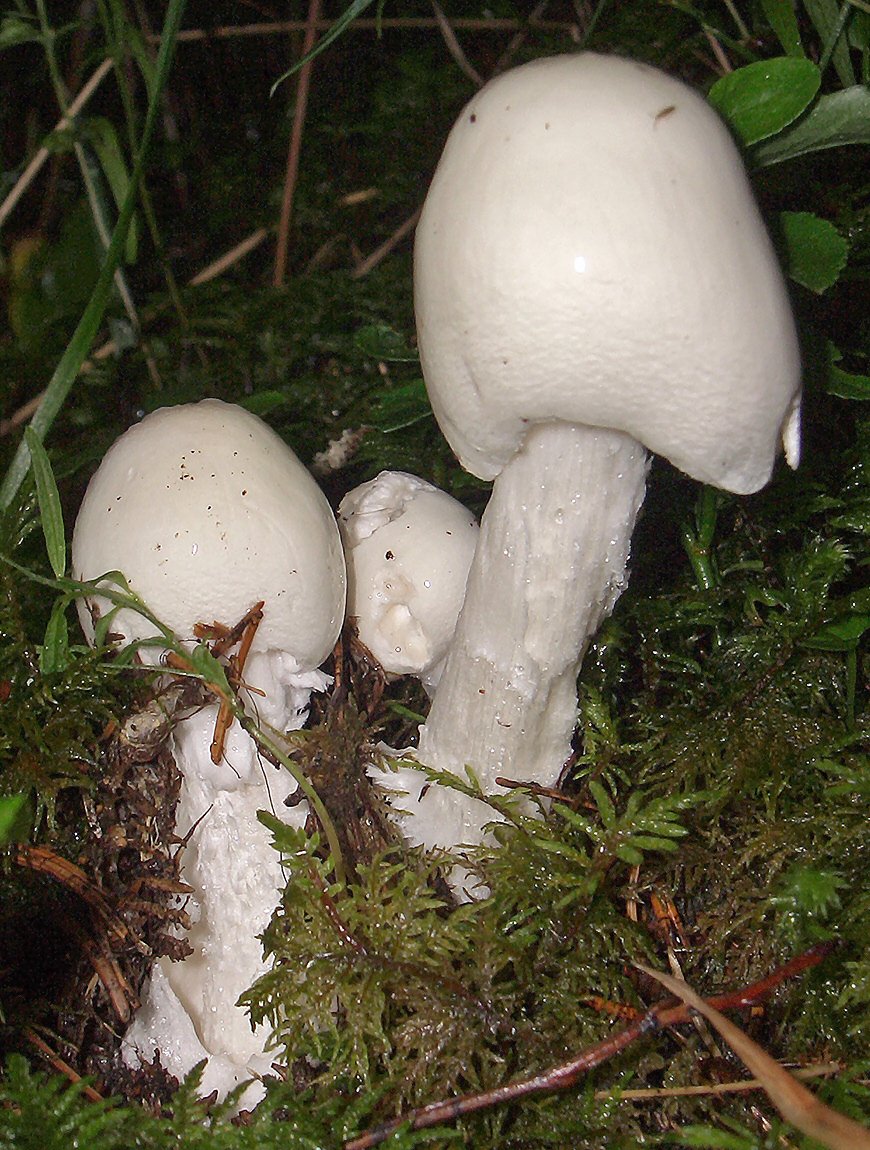
A. virosa
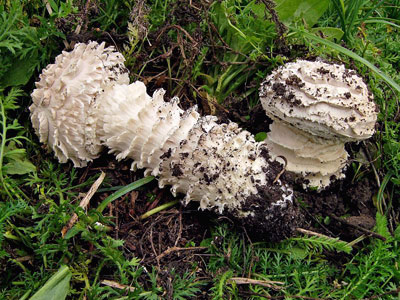
A. vittadini

## Amanita pe timbrii

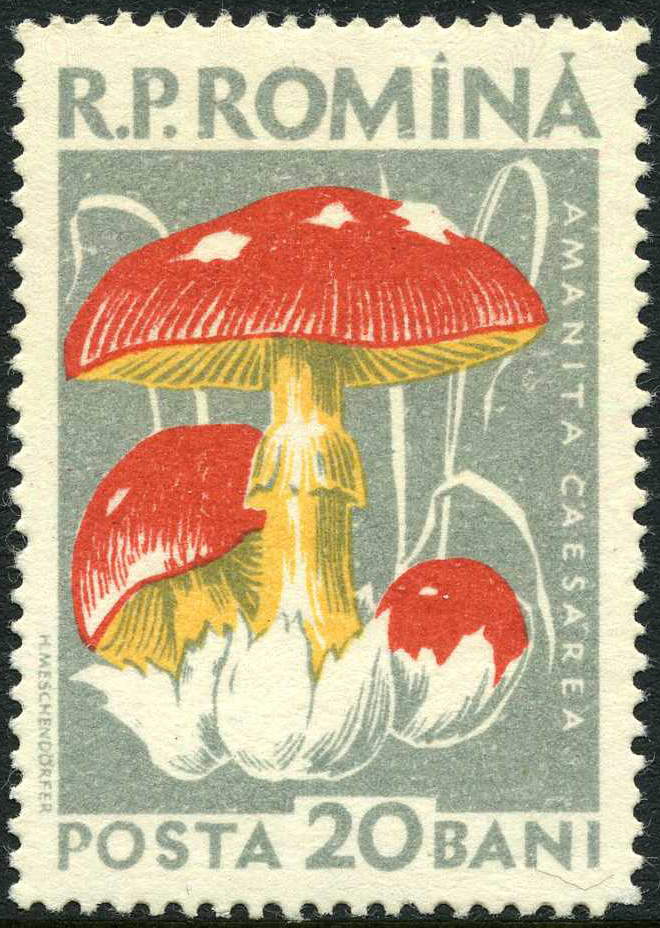
A. muscaria, România 1958
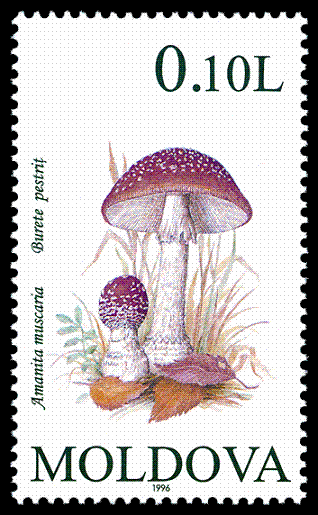
A. muscaria, Basarabia 1996
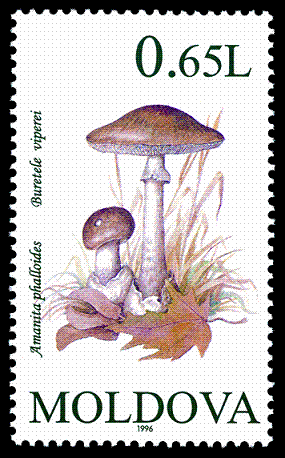
A. phalloides, Basarabia 1996
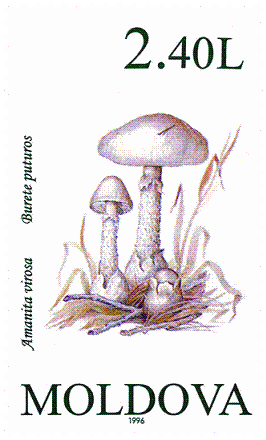
A. virosa, Basarabia 1996

## Legături externe
Materiale media legate de Amanita la Wikimedia Commons